# Ribereta del Pujol
La Ribereta del Pujol és un torrent afluent per la dreta del riu Mosoll, a la Vall de Lord.

## Descripció
Neix a 1.894 msnm al Coll de Veís. De direcció predominant N-S, s'escola pel vessant sud de la serra del Verd tot passant pel costat de la Casanova del Pujol (abans ha passat per la Font de la Casanova). A l'acostar-se a la Borda del Pujol, rep per l'esquerra el Torrent de la Borda i seguidament s'endinsa al Clot de l'Infern. En sortir-ne, passa per la vora del Pujol del Racó (51 m a l'oest) i de Torre de la Vila (115 m a l'oest) per anar a desguassar al Mosoll a 942 msnm, 135 m aigües amunt de Cal Borrec.
La Ribereta del Pujol s'ha considerat des de sempre la frontera que separa els pobles de la Coma i la Pedra.
Tan sols els 200 metres inicials del seu curs formen part del territori integrat en el Pla d'Espais d'Interès Natural (PEIN) de la Generalitat de Catalunya i més concretament en l'espai de la Serra del Verd.

## Municipis que travessa
Tot el seu recorregut el realitza pel terme municipal de la Coma i la Pedra.

## Xarxa hidrogràfica
La xarxa hidrogràfica de la Ribereta del Pujol està integrada per un total de 10 cursos fluvials dels quals 5 són subsidiaris de 1r nivell de subsisiaritat, 3 ho són de 2n nivell i 1 ho és de 3r nivell. La totalitat de la xarxa suma una longitud de 13.131 m.
| Codi del corrent fluvial | Coordenades del seu origen                                    | longitud (en metres) |
| ------------------------ | ------------------------------------------------------------- | -------------------- |
| Ribereta del Pujol       | 42° 12′ 1.489″ N, 1° 36′ 14.73″ E / 42.20041361°N,1.6040917°E | 4.442                |
| D1                       | 42° 11′ 49.70″ N, 1° 35′ 54.56″ E / 42.1971389°N,1.5984889°E  | 479                  |
| E1                       | Xarxa del Torrent de la Borda                                 | 6.290                |
| D2                       | 42° 11′ 18.94″ N, 1° 36′ 4.055″ E / 42.1885944°N,1.60112639°E | 865                  |
| D3                       | 42° 10′ 58.78″ N, 1° 35′ 50.52″ E / 42.1829944°N,1.5973667°E  | 650                  |
| D4                       | 42° 10′ 44.78″ N, 1° 35′ 54.84″ E / 42.1791056°N,1.5985667°E  | 415                  |

## Perfil del seu curs
| metres de curs  | 0     | 500   | 1.000 | 1.500 | 2.000 | 2.500 | 3.000 | 3.500 | 4.000 | 4.432 |
| --------------- | ----- | ----- | ----- | ----- | ----- | ----- | ----- | ----- | ----- | ----- |
| Altitud (en m.) | 1.894 | 1.660 | 1.530 | 1.443 | 1.365 | 1.206 | 1.114 | 1.046 | 978   | 942   |
| % de pendent    | -     | 46,8  | 26,0  | 17,4  | 15,6  | 31,8  | 18,4  | 13,6  | 13,6  | 8,3   |